# Pionerski (Kamtxatka)
|  | Per a altres significats, vegeu «Pionerski». |

Pionerski (en rus: Пионерский) és un poble (un possiólok) del krai de Kamtxatka, a Rússia, que el 2020 tenia 2.784 habitants. Pertany al districte de Iélizovo.